# س. موهان
س. موهان (بالإنجليزية: C. Mohan)‏ هو عالم حاسوب هندي، ولد في 3 أغسطس 1955 في تاميل نادو في الهند.